# Рудолф Вирхов
Рудолф Лудвиг Карл Вирхов (Шивелбајн, 13. октобар 1821 — Берлин, 5. септембар 1902) био је немачки научник и политичар, друге половине 19. века, лекар, патолог, хистолог, физиолог, оснивач ћелијске теорије у биологији и медицини, један од оснивача социјалне медицине. Многи лакари у свету називају га и "оцем модерне патологије."

## Живот и каријера
Рођен је 13. октобра 1821 у граду Шивелбајн у пруској покрајини Померанија (сада пољском граду Свидвин).
По завршетку школовања на берлинском Медицинском институту Фридрих-Вилхелм 1843. године, прво је обављао дужност асистент, а затим и дисектора у Берлинској болници Шарите.
Заједно са Бен Рајнхардом († 1852) 1847. године основао је часопис, који данас има светску славу под називом Вирховљева архива, са преко 200 објављених свезака.
Током 1848. Вирхов је послат у Горњу Шлезију да изучи епидемију тифуса. Његов извештај са овог путовања, о животу у руралним срединама Пруског краљевства, касније је објављенау медицинским публикацијама, и до данас има велики научни значај, јер указује на политичке прилике које су владале у 1848. у Пруској и њихов утицај на здравље и здравствену заштиту сатновништва. Ове Вирховове констатације, као и сва његово наредна учешће у реформстичким покретима тог времена, изазвала су код пруске владе незадовољаство, и она је тражила од њега да се окани политике и прихвати посла на институту за патолошку анатомију на Вирцбург универзитету, од кога ће он својим радом направио познату установу.
Вирхов се 1856. вратио у Берлин у коме је обављао дужности професора за патолошку анатомију, општу патологију и терапију и директора новооснованог патолошке института. Институт којим је руководио убрзо је постао центар за младе научнике и свих европских земаља, међу којима су предњачили руски научници и лекари. На овој дужности остао је све до своје смрти.
Преминуо је 5. септембар 1902, а сахрањен је у Берлину.

## Дело
Вирхов је заслужан за неколико веома важних открића, међу којима су најзначајнија она у области патологије, хистологије, социјалне медицине и антропологије.
Рудолф Вирхов је први дефинисао лекарску грешку у другој половини 19. века Он је стручну грешку лекара дефинисао као; кршење општепризнатих правила вршења лечења услед одсуства потребне пажње или опрезности. Првобитна Вирховљева дефиниција као и модерна схватања лекарске грешке садрже у себи и кривицу лекара за учињену грешку.
Вирхов је показао и интересовање за различите начине лечења и бригу о здрављу везану уз саме почетке значајнијег развоја етнологије у Европи у 19. веку. Био је међу првима који су се у традицији средњоевропске етнолошке школе истраживачки бавили начинима лечења руралне популације, по чему су га неки сврставали у етнологе јер је иза себе оставио много записа о традицијској медицини тадашње Немачке, али и традицијској медицини коју је налазио у четвртима сиромашних радника.
Међутим већина га препознаје као једног од оснивача целуларне патологије и патолошке хистологије, односно пионира у области социјалне медицине. Као и многи други пре и после њега, који се кроз призму друштвених и хуманистичких науке баве истраживањем медицинских система, Вирхов је тврдио да лоши животни услови на селу и у сиромашним градским четвртима директно утичу на појаву болести и на вишу стопу смртности њихових становника у односу на остале делове популације. Његова врло напредна теорија о повезаности здравља, медицине и друштва можда је најбоље сажета у његовој познатој реченици:
Медицина је друштвена наука, а политика није ништа друго него медицина у већим размерама.